# Herman Nunberg
Hermann Nunberg (23. ledna 1884, Będzin, Ruské impérium – 20. května 1970, New York, USA) byl polský psychiatr a psycholog, Freudův žák, který od roku 1914 působil v Vídně a v roce 1933, kdy nacisté začali pronásledovat židy, emigroval do USA. Nunberg vyrůstal ve svém rodném městě, v Čenstochové a v Krakově, kde začal studovat medicínu. Pak se přestěhoval do Curychu, kde navštěvoval přednášky Bleulera a Junga a promoval roku 1910.